# بشير المهذبي
بشير المهذبي ولد في 24 فبراير 1912 في حاجب العيون وتوفي في 27 فبراير 1987، هو سياسي ودبلوماسي تونسي.

## السيرة الذاتية
كان بشير المهذبي من أول الناشطين في الحزب الحر الدستوري الجديد عند تأسيسه، وانتمى مبكرا للحركة الوطنية التونسية، الشيء الذي جعل الحبيب بورقيبة يسلمه إدارة تحرير جريدة العمل في 1932، بالتوازي مع دراساته في القانون والاقتصاد السياسي. شارك أيضا في المؤتمر التأسيسي للحزب الحر الدستوري الجديد في 1934.

بعد الاستقلال، شغل عدة مناصب سياسية، واتخذ عدة إجراءات كبيرة منها «تونسة» راديو تونس، وتطوير قطاع الكهرباء والغاز، وأخيرا حذف خطوط الترامواي (شركة ترامواي تونس).

كان مكلف بمهمة في وزارة الاقتصاد في 1956، وأصبح المدير العام للإذاعة التونسية لمدة سنتين، قبل أن يصبح المدير العام لشبكات الكهرباء والغاز والنقل لمدة أربعة سنوات. دخل كإطار سامي لوزارة الشؤون الخارجية في 1962، وأصبح سفيرا لتونس في لبنان والكويت والأردن وذلك حتى 1970. عين بعدها سفيرا في ليبيا، وأصبح إثرها الأمين العام لوزارة الشؤون الخارجية. دخل حكومة الهادي نويرة وعين في منصب وزير الدفاع بين 29 أكتوبر 1971 و9 أغسطس 1972، وكان في نفس الوقت عضوا في المكتب السياسي للحزب الاشتراكي الدستوري.

بعد خروجه من الحكومة، عين سفيرا لتونس في المغرب بين 1972 و1974، ثم سفيرا لتونس في المملكة المتحدة بين 1974 و1976.

## مقالات ذات صلة
- حكومة الهادي نويرة